# Partajare de fișiere
Partajarea de fișiere (termenul englez corespunzător este file sharing, pronunțat pronunție în engleză [faɪl ʃɛəriŋ] ) se referă la disponibilizarea și, respectiv, distribuirea de fișiere prin intermediul Internetului. Cea mai simplă metodă este stocarea datelor pe un server web central (sau chiar mai multe), la care în principiu au acces toți utilizatorii Internetului. Totuși în general se procedează altfel, și anume pe baza principiului peer-to-peer („de la egal la egal”; prescurtat uneori P2P), fără un server central. În acest caz utilizatorii se folosesc de programe speciale, care stau la dispoziție oricui pe internet.

## Bursele de schimb de fișiere din Internet
Fiecare participant poate să-și pună la dispoziție fișierele sale locale, toate sau numai o parte, și pentru alții. Cine este interesat poate porni o operație de copiere a fișierului / fișierelor către propriul calculator; de obicei aceste fișiere conțin filme, piese de muzică, fotografii și programe pentru calculator, dar pot conține și documente de orice altă natură.
Din cauză că partajarea de fișiere e în general gratuită, atât pentru ofertanți cât și pentru cei care descarcă fișierele, există deja rețele de utilizatori foarte numeroase și foarte mari, cu milioane de participanți, precum și o ofertă copleșitoare de material (fișiere) la dispoziție. Astfel, în aceste burse de schimb se pot găsi deja de exemplu filme de cinema extrem de "proaspete" care de-abia au avut premiera mondială (deseori copii ilegale), sau secvențe istorice de TV și multe altele.

## BursePeer-to-Peer
Prin conceptul "Peer-to-Peer", de la egal la egal, se ajunge practic imediat la situația că același fișier, de exemplu ultimul album muzical al formației xyz..., este oferit de mai multe persoane, răspândite pe glob, fapt care ușurează satisfacerea cererilor de descărcare de peste tot din Internet. Există însă și mulți artiști, în special muzicieni, care își oferă unele creații la aceste burse de schimb, cu scopul de a se face mai cunoscuți, dar și pentru a scuti taxele pentru servere centrale renumite.
În rețelele de azi (care toate funcționează prin Internet) fiecare participant are o funcționalitate dublă, și de server (de ofertant), și de client (de utilizator). În acest fel se realizează o decentralizare totală, cu cel puțin două efecte importante:
- performanța întregului sistem crește, deoarece multe computere stau la dispoziție drept servere, și
- elucidarea responsabilităților în cazul distribuirii ilegale de fișiere devine mult mai dificilă.

Câteva exemple de burse de schimb actuale de tip "Peer-toPeer" sunt: Kademlia (Azureus, eMule), Gnutella (LimeWire, Bearshare), FastTrack (Kazaa Lite K++), Direct Connect (DC++), BitTorrent (Ares, BitComet).

## Puțină istorie
Primele partajări de fișiere peste Internet se făceau prin Usenet și apoi prin FTP.
Prima rețea de transferuri P2P a fost "Napster", care inițial avea o organizare centralistică. În anul 2000 câteva formații de muzică au intentat proces rețelei Napster, și ca urmare aceasta a fost obligată să-și înceteze activitatea. Între timp Napster a reapărut în Web, de această dată cu alt gen de afaceri, și anume cu oferte de muzică de cumpărat, prin licențiere, la prețuri convenabile. O parte din încasări se plătesc ca drepturi de autor la artiștii și muzicienii participanți, fără să se mai încalce drepturi sau legi.
După ce Napster nu a mai putut fi utilizat pentru transferul fișierelor, programatorul Bram Cohen a dezvoltat în 2001 un protocol distribuit de partajare a fișierelor, denumit bittorrent și folosit de atunci pe scară largă în scopul transferului de date între calculatoare host.

## Bursele de azi
Rețelele de azi, urmașele lui Napster, se numesc de exemplu BitTorrent, eDonkey, Gnutella și FastTrack, și sunt foarte cerute la scară mondială.
În plus astăzi există desigur și rețele decentrale care încearcă să fie complet independente și să asigure și anonimitatea participanților. Așa de exemplu ANts P2P, I2Phex, GNUnet și Freenet.
Traficul de date mondial pentru toate bursele de schimb de fișiere ajunsese în anul 2004 la 24 % din tot traficul Internetului.

## Bursele de schimb de software
În cazul schimbului de programe, prin bursele de schimb sau alte metode, se face deosebirea între mai multe categorii:
- Public Domain și Freeware – programe gratuite, a căror procurare și distribuire mai departe este chiar dorită. Tot aici trebuiesc numite și programele mai vechi cu licența expirată.
- Shareware – programele nu sunt gratuite, dar totuși plata este benevolă, la dispoziția utilizatorului.
- Programe sub licență, la care întotdeauna este de plătit o anumită sumă.

## Situația legală
Nu trebuie confundat filesharing-ul cu pirateria. Partajarea de fișiere devine piraterie atunci când anumite fișiere asupra cărora cineva are drept de autor, sunt descărcate în vederea comercializării lor.
General vorbind, bursele de schimb nu dețin și nu oferă așa-numitul Copyright (drepturile de autor), care le-ar îndreptăți eventual la distribuirea, gratuită sau nu, a materialelor. Strict vorbind, ofertantul este în asemenea cazuri nu rețeaua bursei de schimb, ci sunt chiar participanții, azi unii, mâine alții, ceeace îngreuiază urmărirea legală a vinovaților. În plus, în unele țări încă nu e clarificat de loc dacă serverele anumitor rețele P2P, care fac numai legăturile necesare între participanți, fără să ofere ele însele fișierele pentru distribuit, sunt legale sau nu. Alte rețele de burse de schimb se descurcă chiar fără servere de rețea, ceea ce face identificarea ofertanților de fișiere și mai dificilă. Așa funcționează de exemplu Kademlia (Kad), BitTorrent și µTorrent.

## Diverse
Prin contrast, pe lângă bursele de schimb de fișiere există în Internet desigur și nenumărate burse de schimb de mărfuri. Un exemplu este situl eBay, aparținând de largul domeniu al comerțului electronic.

## Vezi și
- Încălcare a dreptului de autor

## Legături externe
- O americancă trebuie să plătească o amendă de 2 milioane dolari pentru 24 de melodii puse la file-sharing pe internet, 19 iunie 2009, Vlad Barza, hotnews.ro
- Cât valorează o melodie?, 5 noiembrie 2010, Corina Cailean, chip.ro